# Бардо (буддизм)
Бардо (тиб. བར་དོ།, досл. «між двома»), також Антарабгава (санскр. अन्तरभाव antarabhāva) — проміжний стан. Взагалі, будь-який інтервал, «між». У вченнях Алмазного Шляху зазвичай говориться про чотири (без останніх двох) або шість бардо:
- Бардо Процесу Вмирання — Chikhai bardo ('chi kha'i bar do). Інтервал між моментом, коли хтось починає серйозно хворіти, що призводить до смерті від хвороби, і моментом, при поділі розуму і тіла.
- Бардо Дгармати — Chönyi bardo (chos nyid bar do). Інтервал позачасової природи явищ (Дгармати), коли розум переходить в початковий стан своєї природи. Перша фаза посмертного досвіду.
- Бардо Народження — Sidpa bardo (srid pa bar do). Інтервал, в якому розум спрямовується до переродження. Період від виникнення заплутаності та приходу до тями після Бардо Дгармати до моменту зачаття.
- Бардо Між Народженням і Смертю або Бардо Життя — Kyenay bardo (skye gnas bar do). Звичайний активний стан свідомості в реальному житті. Від зачаття до вмирання або фатальної хвороби.
- Бардо Сну — Milam bardo (rmi lam bar do). Стан сну.
- Бардо Медитативної Концентрації Samten bardo (bsam gtan bar do). Стан медитативної концентрації.

На Заході іноді до поняття «Бардо» відносять зазвичай тільки перші три фази, тобто стану між смертю і переродженням. Ці стани є не більше і не менш ілюзорними, ніж сни й звичайний повсякденний активний стан свідомості.
Деякі вчителі пропонують кілька більш широких трактувань традиційного розуміння бардо. Так можна говорити про перебування в стані Бардо і в повсякденному житті (незалежно від величини його тимчасового проміжку) при свідомому очікуванні деякої події. Іншими словами — перетікаючи свідомістю в кожну наступну секунду існування відчувати час і події як проміжки між зануреннями весла в воду під час руху Човна Життя по Річці Часу.